# جامع فاطمة
جامع فاطمة هو مسجد أثري في مدينة بصرى في سوريا. الجامع يعود للعصر الأيوبي وتم بنائه في القرن السابع هجري، الموقع في المدينة الأثرية بين دير الراهب بحيرا والكاتدرائية. وتتكون عمارة الجامع من قاعة للصلاة تقسمها عدد ثلاثة اقواس وترتفع بجوارها مأذنة مربعة الشكل وهو طراز بناء المآذن السائد في مساجد وجوامع مدنية بصرى الأثرية.